# Taygetis tripunctata
Espèce
Taygetis tripunctata est une espèce de papillons de la famille des Nymphalidae, de la sous-famille des Satyrinae et du genre Taygetis.

## Dénomination
Taygetis tripunctata a été décrit par Gustav Weymer en 1907.

### Nom vernaculaire
Taygetis tripunctata se nomme Tripunctata Satyr en anglais.

## Description
Taygetis tripunctata est un papillon aux ailes postérieures dentelées au dessus de couleur ocre foncé.
Le revers est ocre beige irisé de rose barré d'une ligne marron avec une ligne submarginale de très discrets ocelles.

## Écologie et distribution
Taygetis tripunctata est présent au Paraguay, au Brésil et en Argentine,.

### Protection
Pas de statut de protection particulier.